# Vicedomsko sodišče
Vicedomsko sodišče je pojav fevdalizma v habsburških dednih deželah, in pojem iz pravne zgodovine. Pristojno je bilo za komorno (deželnoknežje) premoženje, in je bilo del vicedomskega urada (nemško Vizedomamt) v vsaki deželi. Delokroge vicedomskih sodišč so po reformah vladarice Marije Terezije v letih 1747-49 prenesli na deželne pravde.

## Delokrogi vicedomskega sodišča
Vicedomsko sodišče je sodilo s prisedniki, odločalo pa je v sporih glede zastavnih gospostev (zemljiških gospostev, ki jih je zastavljal deželni knez), ter v svetnih zadevah, kjer je imelo pristojnost odločanja za cerkvene ustanove pod patronatom deželnega kneza. Poleg tega je bilo pritožbena instanca za patrimonialna sodišča deželnoknežjih zemljiških gospostev, in mestna sodišča.
V primeru, ko je obstajal spor med zemljiškimi gospostvi na deželnoknežji posesti, ter drugimi zemljiškimi gospostvi, je postopek obravnavalo mešano vicedomsko-deželnoglavarsko sodišče, in sicer pod sodiščem, pod katerim je bil posameznik tožen.